# Pseudoarcyptera
Pseudoarcyptera är ett släkte av insekter. Pseudoarcyptera ingår i familjen gräshoppor.
Kladogram enligt Catalogue of Life:
| Pseudoarcyptera | \| \| Pseudoarcyptera bechuana \| \| \| \| \| \| Pseudoarcyptera bolivari \| \| \| \| \| \| Pseudoarcyptera carvalhoi \| \| \| \| \| \| Pseudoarcyptera cephalica \| \| \| \| |
|                 | \| \| Pseudoarcyptera bechuana \| \| \| \| \| \| Pseudoarcyptera bolivari \| \| \| \| \| \| Pseudoarcyptera carvalhoi \| \| \| \| \| \| Pseudoarcyptera cephalica \| \| \| \| |
|                 | Pseudoarcyptera bechuana |
|                 | |
|                 | Pseudoarcyptera bolivari |
|                 | |
|                 | Pseudoarcyptera carvalhoi |
|                 | |
|                 | Pseudoarcyptera cephalica |
|                 | |